# Actinostachys spirophylla
Actinostachys spirophylla är en ormbunkeart som först beskrevs av W. Troll, och fick sitt nu gällande namn av Reed. Actinostachys spirophylla ingår i släktet Actinostachys och familjen Schizaeaceae. Inga underarter finns listade.